# Cirrhochrista muelleralis
Cirrhochrista muelleralis is een vlinder uit de familie van de grasmotten (Crambidae), uit de onderfamilie van de Spilomelinae. De wetenschappelijke naam van deze soort is voor het eerst voorgesteld door Henry Legrand in een publicatie uit 1957. Deze soort is vernoemd naar de assistente van Legrand, Yvonne Muller. De vlinder verscheen in de avond van 8 april 1956 op haar jurk tijdens een dans in een hotel in Mahé.
De spanwijdte bedraagt 19 à 20 millimeter.
De soort komt voor op de eilanden Mahé (in het district Beau Vallon), Praslin, La Digue, Silhouette en Nord van de Seychellen.